# 제76회 로카르노 영화제
제76회 로카르노 영화제(76th Locarno Film Festival)는 2023년 8월 2일부터 8월 12일까지 스위스 로카르노에서 개최되었다.
프랑스 배우 랑베르 윌슨이 본선 심사위원장을 맡았다. 미국 영화감독 하모니 코린이 파르도 도노레 매너(Pardo d'Onore Manor)상을 받았다.
알리 아마자데 감독의 이란 영화 크리티컬 존(Critical Zone)이 영화제 본상인 황금표범상을 수상했다. 라두 주데의 "지구 종말이 오더라도 너무 큰 기대는 말라"(Do Not Expect Too Much from the End of the World)가 심사위원 특별상을 수상했다.
올해는 최우수 연기 부문 신설 이후 연기 부문(남우주연상/여배우)이 성 중립적으로 바뀌었다. 본 대회에서는 애니멀(Animal)의 디미트라 블라고풀루(Dimitra Vlagopoulou)와 스위트 드림스(Sweet Dreams)의 레네이 사우텐데이크가 우승했다.